# Cantharellus cinereus
Cantharellus cinereus (Pers.) Fr., Syst. mycol. (Lundae) 1: 320 (1821).
Il Cantharellus cinereus è un fungo edule dal caratteristico colore nero/grigio scuro e facilmente confondibile con il Craterellus cornucopioides, meno diffuso ed al pari commestibile.

## Habitat
È rinvenibile sia sotto latifoglia che sotto conifera, con preferenza per le zone ricche di humus, come e maggiormente del suo simile Craterellus cornucopioides.

## Commestibilità
Ottimo commestibile,ha un odore fruttato ed è particolarmente indicato come contorno per piatti di carne.

## Tassonomia

### Sinonimi e binomi obsoleti
- Merulius cinereus Pers., Icon. Desc. Fung. Min. Cognit. (Leipzig) 1: 10, tab. 3, fig. 3 (1798)
- Cantharellus cinereus (Pers.) Fr., Syst. mycol. (Lundae) 1: 320 (1821) var. cinereus
- Cantharellus cinereus (Pers.) Fr., Syst. mycol. (Lundae) 1: 320 (1821) f. cinereus
- Craterellus cinereus (Pers.) Pers., Mycol. eur. (Erlanga) 2: 6 (1825) var. cinereus
- Craterellus cinereus (Pers.) Pers., Mycol. eur. (Erlanga) 2: 6 (1825)
- Xerocarpus cinereus (Pers.) P. Karst., Revue mycol., Toulouse 3(no. 9): 22 (1881)
- Xerocarpus cinereus (Pers.) P. Karst., Revue mycol., Toulouse 3(no. 9): 22 (1881) var. cinereus
- Pseudocraterellus cinereus (Pers.) Kalamees, Tartu R. Ülik. Toim. 6((136, bot. Works)): 90 (1963)
- Helvella hydrolips Bull., Hist. Champ. Fr. (Paris) 10: tab. 465, fig. 2 (1790)
- Merulius hydrolips (Bull.) J.F. Gmel., in Lamarck & de Candolle, Fl. franç., Edn 3 (Paris) 2: 130 (1805)
- Merulius hydrolips (Bull.) J.F. Gmel., in Lamarck & de Candolle, Fl. franç., Edn 3 (Paris) 2: 130 (1805) var. hydrolips
- Merulius cinereus var. hydrolips (Bull.) Mérat, Nouv. Fl. Environs Paris: 48 (1821)
- Merulius cinereus Pers., Syn. meth. fung. (Göttingen) 2: 490 (1801) var. cinereus
- Merulius cinereus Pers., Syn. meth. fung. (Göttingen) 2: 490 (1801) subsp. cinereus
- Merulius cinereus subsp. leucophaeus Pers., Mycol. eur. (Erlanga) 2: 16 (1825)
- Xerocarpus cinereus var. cervinus Thüm., Revue mycol., Toulouse 1: 9 (1879)
- Peniophora cervina (Thüm.) Höhn. & Litsch., Sber. Akad. Wiss. Wien, Math.-naturw. Kl., Abt. 1 115: 1584 (1906)
- Cantharellus hydrolyps J. Schröt., in Cohn, Krypt.-Fl. Schlesien (Breslau) 3.1(25–32): 509 (1888)
- Cantharellus cinereus var. bicolor Peck, Ann. Rep. Reg. N.Y. St. Mus. 50: 131 (1898)
- Cantharellus cinereus var. australis Cleland & Cheel, in Cleland, Trans. & Proc. Roy. Soc. S. Australia 47: 61 (1923)
- Craterellus australis (Cleland & Cheel) Grgur., Larger Fungi of South Australia (Adelaide): 24 (1997)[1]

### Specie simili
C. cinereus, per le sue caratteristiche morfologiche, è difficilmente confondibile con altri funghi, con la sola eccezione di Craterellus cornucopioides, ottimo commestibile, di colore più scuro, con la carne meno soda e, cosa molto importante, con l'imenio liscio e non ricco di costolature ramificate. Diverso è anche il gambo, che in  C. cornucopioides risulta cavo, mentre in  C. cinereus è pieno.